# Switch (film, 1991)
Switch är en amerikansk komedifilm från 1991 i regi av Blake Edwards. Filmen är baserad på George Axelrods pjäs Goodbye Charlie (och filmen från 1964 med samma namn). I huvudrollerna ses  Ellen Barkin, Jimmy Smits, JoBeth Williams och Lorraine Bracco.

## Rollista i urval
- Ellen Barkin - Amanda Brooks
- Jimmy Smits - Walter Stone
- JoBeth Williams - Margo Brofman
- Lorraine Bracco - Sheila Faxton
- Tony Roberts - Arnold Freidkin
- Perry King - Steve Brooks
- Bruce Payne - Djävulen
- Lysette Anthony - Liz
- Victoria Mahoney - Felicia
- Basil Hoffman - Higgins
- Catherine Keener - Steves sekreterare
- Kevin Kilner - Dan Jones
- David Wohl - Advokat Caldwell
- James Harper - Lt. Laster
- John Lafayette - Sgt. Phillips
- Téa Leoni - Connie, drömflickan